# سان جوليانو ديل سانيو
سان جوليانو ديل سانيو (بالإيطالية: San Giuliano del Sannio)‏ هي كومونا في مقاطعة كمبباسة في منطقة مليزة الإيطالية، وتقع على بعد 13 كيلومترًا (8 ميل) جنوب كمبباسة.